# Haubicoarmata 25-funtowa
Haubicoarmata 25-funtowa (ang. Ordnance QF 25-pounder) – haubicoarmata brytyjska kalibru 87,6 mm, która weszła na wyposażenie armii brytyjskiej tuż przed wybuchem II wojny światowej. Podstawowe działo polowe armii Wielkiej Brytanii i jej dominiów oraz armii sojuszniczych organizowanych w Wielkiej Brytanii podczas wojny. Istniały dwa zasadnicze modele dział 25-funtowych: wczesny mniej liczny Mark I, powstały przez modyfikację dział 18-funtowych (18/25-pounder), oraz podstawowy Mark II. Uznawana jest za jedno z najlepszych dział kiedykolwiek zbudowanych – w służbie brytyjskiej pozostała aż do końca lat pięćdziesiątych.  Niewielkie ilości tej broni były używane w celach szkoleniowych aż do 1967, a armie wielu krajów Wspólnoty Narodów używały ich jeszcze dłużej. „25-funtówka” została wycofana ze służby z powodu standaryzacji broni i amunicji NATO.

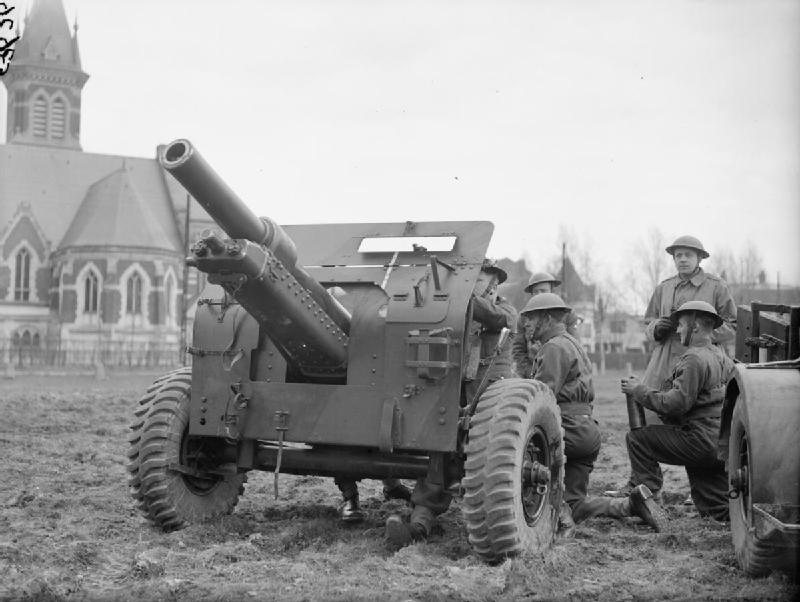
Haubicoarmata 25-pdr Mark I (łoże Mk IVP)

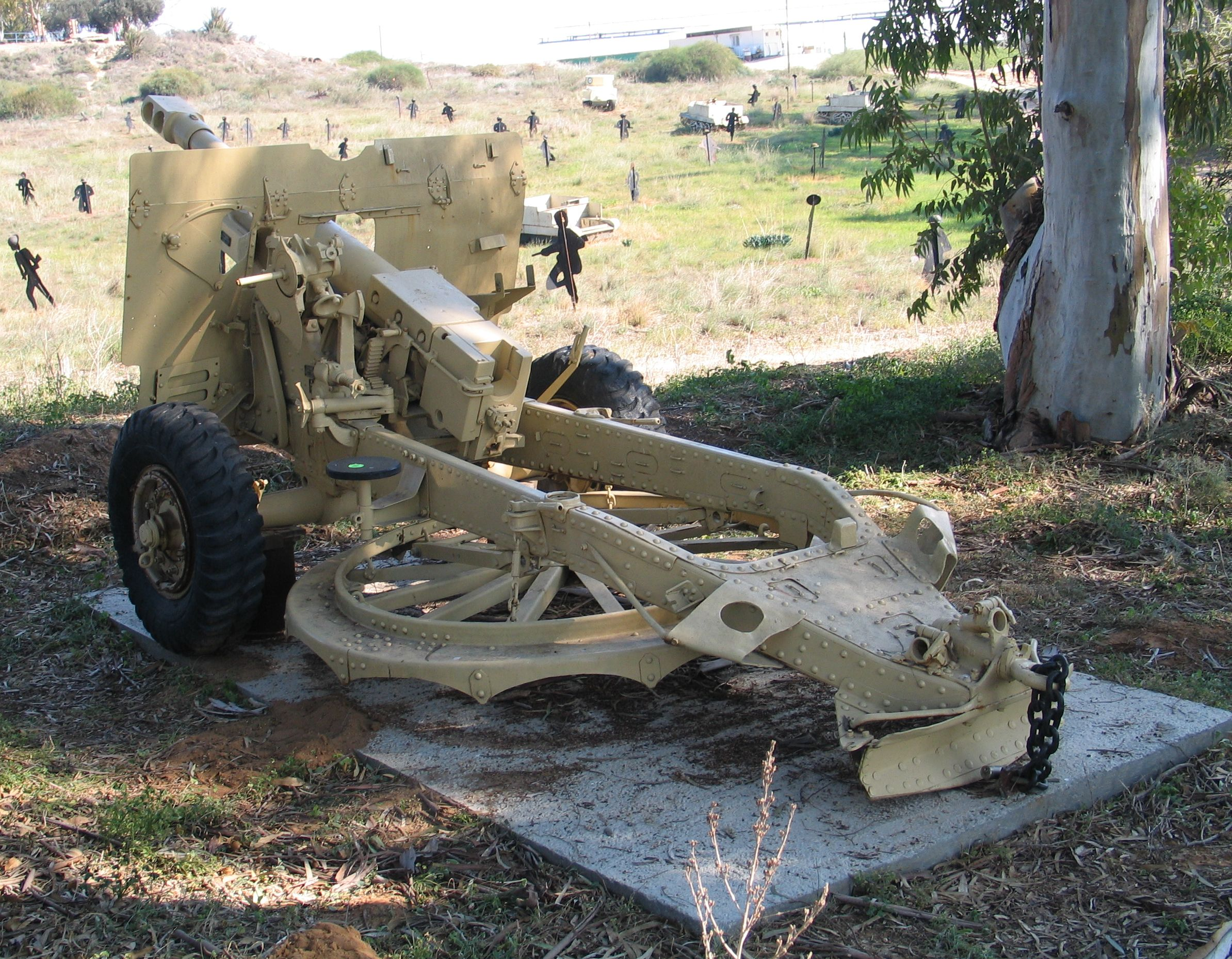
Haubicoarmata 25-pdr Mark II z podniesioną platformą

## Historia
Nowa broń powstała w wyniku długotrwałych badań, prowadzonych od lat 20., mających na celu zastąpienie używanych przez armię brytyjską w czasie I wojny światowej 18-funtowych dział polowych (84 mm) i haubic 4,5-calowych (114 mm) przez jedną broń będącą w stanie prowadzić ogień bezpośredni jak działo polowe i pośredni, stromotorowy, jak haubica, używając pocisków o kalibrze pomiędzy 3,5 i 4 cala (90 do 100 mm) i ważących około 30 funtów (14 kg). Na początku lat 30. zamierzano wybrać kaliber 3,7 cala (94 mm), jednakże następnie dla oszczędności w 1934 roku postanowiono modyfikować istniejące już działa 18-funtowe, co wymusiło zmniejszenie kalibru do 3,45 cala (87,6 mm). Otrzymane w ten sposób nowe działo wystrzeliwało 25-funtowe pociski (11,35 kg), stąd w lutym 1938 otrzymało oficjalne oznaczenie Ordnance QF, 25-pounder (dosłownie: uzbrojenie szybkostrzelne 25-funtowe).
Pierwotnie modyfikowano do nowego standardu działa 18-funtowe Mk IV, które zostały przekalibrowane na 3,45 cala (87,6 mm), tworząc działo 25-funtowe QF Mark I (Mk I), przyjęte oficjalnie do uzbrojenia 26 sierpnia 1936. Potocznie określane było jednak jako działo 18/25-funtowe. Zachowało ono zamek śrubowy, tak jak oryginał. Zmodernizowano łoże, dodając koła pneumatyczne, umożliwiające holowanie armaty przez ciągnik artyleryjski (zmodernizowane łoża oznaczono dodatkową literą P). Stare łoże skrzynkowe jednak nie pozwoliło na uzyskanie wymaganej donośności (osiągano do 11.800 jardów).  Opracowano nowsze łoże dwuogonowe Mk VP (oznaczenia modelu – Mark – dla łoża i armaty były niezależne od siebie), jednakże wojsko chciało możliwości prowadzenia dookolnego ostrzału i dlatego prowadzono również prace nad całkiem nowym działem.
Nowo opracowane w II połowie lat 30. działo otrzymało oznaczenie Mark II. W odróżnieniu od poprzedniego modelu miało pionowy zamek klinowy. Opracowano dla niego nowe jednoogonowe łoże skrzynkowe, umożliwiające duży kąt podniesienia, które w położeniu bojowym mogło opierać się na charakterystycznej platformie w formie szprychowego koła o dużej średnicy, z zębami zagłębiającymi się w ziemię. Platforma była opuszczana spod łoża i następnie armata była na nią wciągana, opierając się na niej kołami. Umożliwiało to obrót działa w zakresie 360°. Łoże, jak i lufa, istniało w kilku odmianach, oznaczanych odrębnymi symbolami Mark. W samej Wielkiej Brytanii powstało co najmniej 12 253 dział Mk II, głównie w zakładach Vickersa w Newcastle. Ich produkcję podjęto także w Kanadzie i Australii.
W odróżnieniu od armaty 18-funtowej, która używała amunicji zespolonej, haubicoarmata 25-funtowa używała amunicji rozdzielnego ładowania. Kompletny nabój składał się z pocisku i osobno ładowanej łuski, w której umieszczano do trzech dostępnych ładunków prochowych w woreczkach, tworząc ładunek 1, 2 lub 3 (najsilniejszy). Przy pełnym ładunku numer 3 donośność wynosiła 10 790 m. Pomimo zastosowania amunicji składanej, działo miało dużą szybkostrzelność, a przy tym zachowano możliwość zmiany masy ładunku miotającego, a tym samym odległości strzału. Dodatkowo opracowano specjalny ładunek supercharge, zwiększający maksymalną donośność działa do 12 253 m, co jednak wymusiło dodanie w późniejszych modelach armaty hamulca wylotowego (od 1942). Z działa można było wystrzeliwać pociski burzące, dymne, przeciwpancerne, oświetlające i zapalające.
25-funtówka miała zarówno celownik teleskopowy do prowadzenia ognia na wprost, jak i standardowy celownik do prowadzenia ognia pośredniego.  Obsługa działa była chroniona dużą tarczą pancerną.

## Amunicja

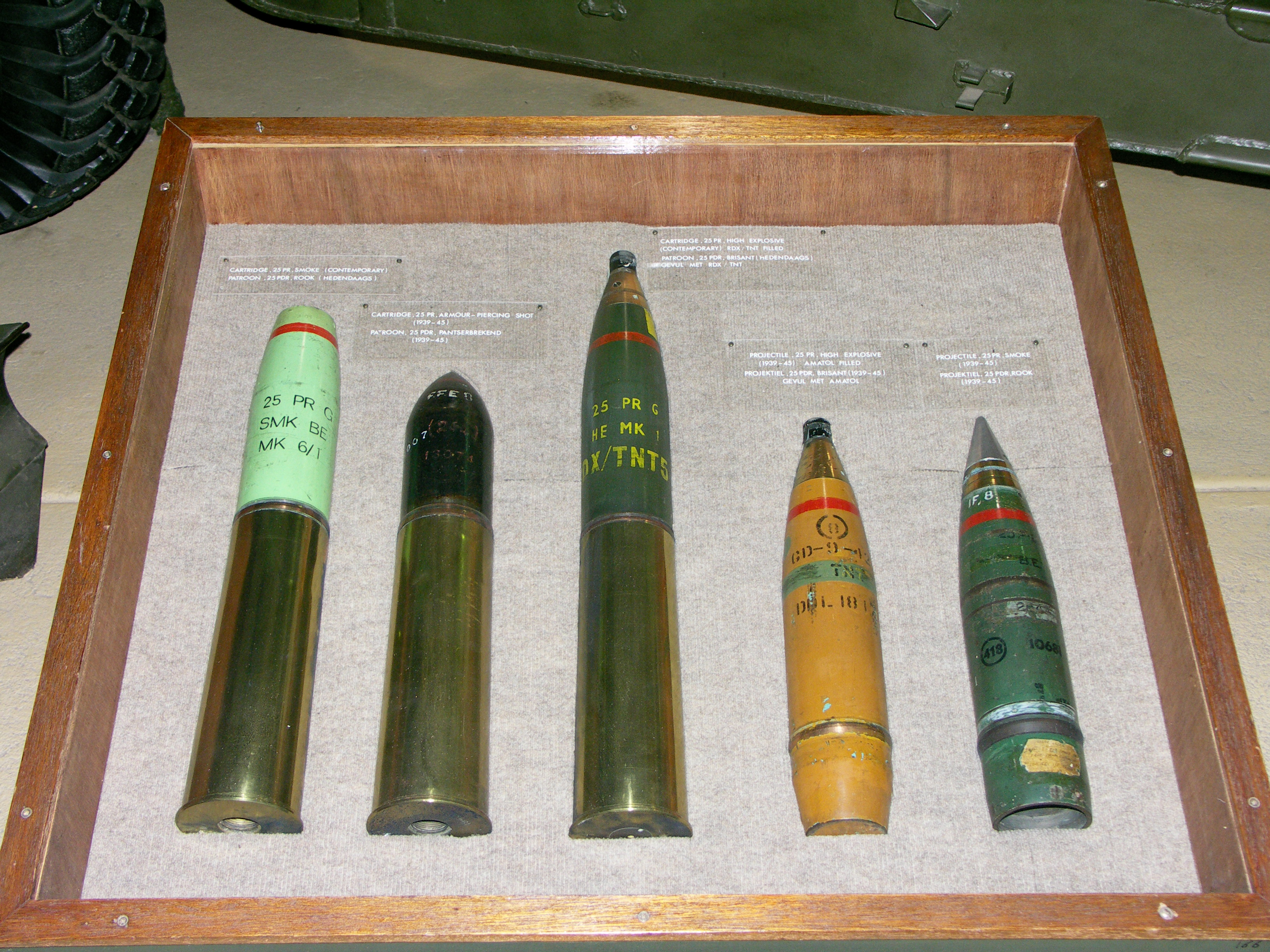
Pociski (od lewej: współczesny dymny, przeciwpancerny, dwa burzące, dymny)

Podstawowym typem amunicji używanej przez haubicę były pociski odłamkowo-burzące (HE), ale opracowano także amunicję oświetlającą, dymną, zapalającą, oraz specjalne pociski przeznaczone do rozrzucania ulotek propagandowych. Podstawowym pociskiem był burzący HE Mk 1D. Do strzelania ogniem bezpośrednim używane były zazwyczaj 20-funtowe (9 kg) pociski przeciwpancerne (AP), w późniejszym okresie zastąpione nowszymi pociskami przeciwpancernymi z czepcem balistycznym (APCBC). Pociski przeciwpancerne dzięki mniejszej masie mogły być wystrzeliwane z dodatkowym ładunkiem supercharge, a po wprowadzeniu od 1942 roku hamulców wylotowych także z dalszym ładunkiem uzupełniającym, co pozwoliło na zwiększenie przebijalności. Prowadzono także prace nad amunicją z ładunkiem kumulacyjnym (HEAT), które jednak zostały przerwane po wejściu do służby armaty 17-funtowej jako dedykowanego działa przeciwpancernego.

## Służba

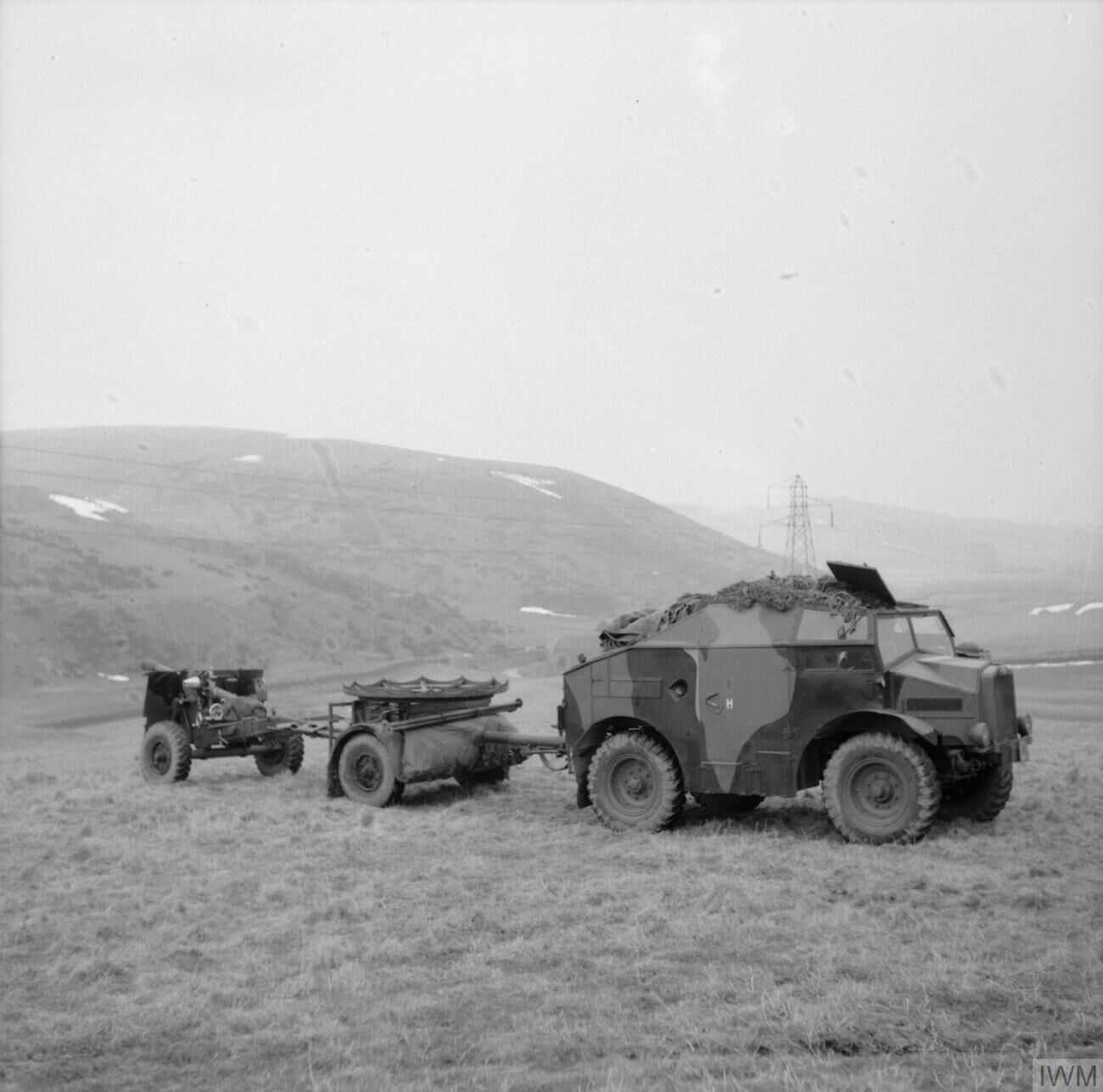
Ciągnik Morris C8 FAT z przodkiem No.27 i działem 25-funtowym Mark II (platforma przewożona na przodku)

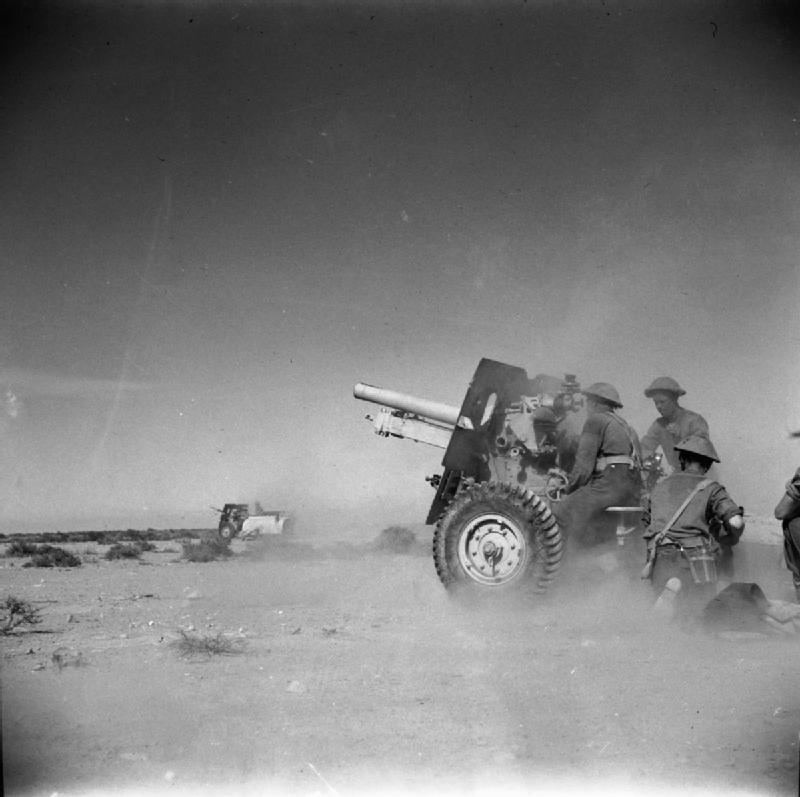
Działo 25-funtowe Mark II podczas walk w Afryce w 1942 (bez hamulca wylotowego)

Haubicoarmata 25-funtowa służyła na wszystkich frontach II wojny światowej.  Była podstawowym działem polowym brytyjskich dywizji. Każda dywizja piechoty posiadała trzy pułki (regimenty) artylerii liczące łącznie 72 armaty. Każdy z pułków posiadał trzy dywizjony, z których każdy liczył dwie baterie po cztery działa. Każda dywizja pancerna posiadała jeden pułk (regiment) artylerii o identycznej strukturze organizacyjnej. Do holowania działa używane były przede wszystkim kołowe ciągniki artyleryjskie 4x4 FAT (Field Arillery Tractor), nazywane też Quad od napędu na cztery koła. W większości wersji wyróżniały się one skośnie ściętym dachem z tyłu. Podstawowym pojazdem tej klasy był Morris C8 FAT, w mniejszej liczbie Guy Quad Ant. W późniejszym okresie liczne były kanadyjskie ciągniki Quad programu CMP: Ford FGT i Chevrolet CGT. Dla Indii produkowany był ciągnik Karrier. Początkowo, do wprowadzenia ciągników o napędzie 4x4, działa były holowane przez gąsienicowe ciągniki Light Dragon Mk IID i kołowe 6x4 Morris CDSW.
Działa Mark I zaczęły wchodzić na uzbrojenie brytyjskich jednostek od 1938 roku. Zostały użyte bojowo po raz pierwszy podczas kampanii francuskiej, w składzie Brytyjskiego Korpusu Ekspedycyjnego. Większość wyprodukowanych dział została wówczas utracona, jedynie część wróciła do Anglii. Było to jedyne większe brytyjskie użycie bojowe dział Mark I. Aż 704 armaty zostały zdobyte przez wojska niemieckie. Działa te zostały wcielone do niemieckiej służby jako 8,76 cm FK 281(e) lub 282(e), dla wersji odpowiednio z łożami Mk IVP lub Mk VP. Jednostki niemieckie wyposażone w te armaty stacjonowały w rejonie Normandii w czasie operacji Overlord i przynajmniej kilkakrotnie doszło do pojedynków artyleryjskich wojsk angielskich i niemieckich wyposażonych w ten sam typ armaty (chociaż innego modelu).
Od kwietnia 1940 roku na uzbrojenie zaczęły wchodzić armaty podstawowego modelu Mark II. Pierwsze ich użycie bojowe miało miejsce podczas kampanii norweskiej, przez 203. Baterię 51. Pułku. Działa te zostały jednak 31 maja 1940 porzucone w Norwegii. Na dużą skalę działa 25-funtowe zostały następnie użyte podczas walk w Afryce Północnej. Używano ich wówczas także do walki z czołgami, aczkolwiek nie były one najlepsze do tego celu, a amunicja przeciwpancerna była nieliczna. Bardziej efektywne natomiast były przy strzelaniu skoncentrowanym ogniem pośrednim do skupisk czołgów na większych odległościach. Między innymi, działa te masowo były wykorzystane do nawał artyleryjskich podczas bitwy o El-Alamejn. 
Następną wielką kampanią, w której działa 25-funtowe brały udział, była kampania w Normandii i na zachodzie Europy. Kluczem do sukcesu i reputacji tych dział było sprawne dowodzenie i sieć obserwatorów artyleryjskich, pozwalających na szybkie przywołanie i skoncentrowanie na celu ognia całego pułku 24 dział, lub nawet trzech pułków.

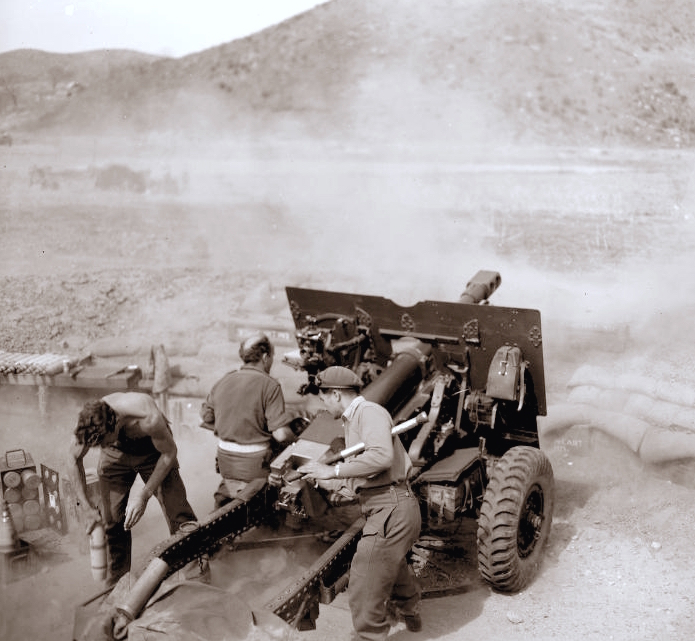
25-funtówka podczas wojny koreańskiej

Po II wojnie światowej, działa 25-funtowe były używane przez siły brytyjskie podczas wojny koreańskiej w latach 1950-1953, a następnie walk z partyzantami na Malajach.
Ostatnie użycie bojowe działa 25-funtowego przed żołnierzy brytyjskich (Special Air Service) miało miejsce 19 lipca 1972 podczas walk w Mirbacie w Omanie.
Poza armią brytyjską, działa te były używane bojowo m.in. przez Indie i Pakistan aż do wojny między tymi państwami w latach 1970-1971. 
W Polskich Siłach Zbrojnych stanowiła uzbrojenie pułków artylerii dywizji piechoty i dywizji pancernych:
- 1 Karpacki Pułk Artylerii Lekkiej, 3 Dywizja Strzelców Karpackich
- 2 Karpacki Pułk Artylerii Lekkiej, 3 Dywizja Strzelców Karpackich
- 3 Karpacki Pułk Artylerii Lekkiej, 3 Dywizja Strzelców Karpackich
- 2 Pułk Artylerii Motorowej, 1 Dywizja Pancerna
- 3 Karpacki Pułk Artylerii Lekkiej, 4 Dywizja Piechoty
- 4 Kresowy Pułk Artylerii Lekkiej, 5 Kresowa Dywizja Piechoty
- 5 Wileński Pułk Artylerii Lekkiej, 5 Kresowa Dywizja Piechoty
- 6 Lwowski Pułk Artylerii Lekkiej, 5 Kresowa Dywizja Piechoty
- 7 Pułk Artylerii Konnej, 2 Grupa Artylerii
- 9 Pułk Artylerii Lekkiej, 2 Grupa Artylerii
- 14 Pułk Artylerii Lekkiej, 4 Dywizja Piechoty
- 15 Pułk Artylerii Lekkiej, 4 Dywizja Piechoty
- 16 Pułk Artylerii Lekkiej, 2 Warszawska Dywizja Pancerna
- 17 Pułk Artylerii Mieszanej, 7 Dywizja Piechoty

Armata znalazła także zastosowanie jako uzbrojenie samobieżnych dział polowych Sexton i Bishop.

## Modele produkcyjne
Oprócz oznaczeń samego działa (modele Mark I i Mark II), osobne oznaczenia Mark nosiły odmiany luf i łoża. 

### Mark I
Ordnance, Quick Firing 25-pounder Mark I (QF 25-pdr Mk.I) – pierwsza wersja armaty, która weszła do służby w drugiej połowie lat 30. jako przekalibrowana armata 18-funtowa Mk IV, określana także mianem armaty 18/25-funtowej. Stosowano trzy rodzaje łoża: Mk IIITP i Mk IVP, wywodzące się z armaty 18-funtowej, z ogonem skrzynkowym, oraz nowe Mk VP z dwoma rozchylanymi ogonami i tarczą zagiętą po bokach. Łoże Mk VP zapewniało kąt ostrzału w poziomie 50° i w pionie od -5° do 37,5°. Ogółem zmodernizowano ok. 1000 dział Mk I.

### Mark II
Podstawowa wersja armaty Ordnance, QF 25-pdr Mk.II. Produkowana była z 6 modelami lufy (barrel) i 3 głównymi modelami łoża (carriage). Pierwszą wersją lufy była Mk I. Główną odmianą lufy była Mk II, ze zmienionym zamkiem, produkowana także w Kanadzie pod oznaczeniem C Mk II. W 1944 roku wprowadzono lufę Mk III, w której ulepszono komorę nabojową, zapobiegając samoczynnemu wysuwaniu się pocisku przy dużym kącie pochylenia armaty. Były one produkowane też w Kanadzie jako C Mk III. Późniejsze wersje Mk IV i Mk VI (z 1964 roku) wprowadziły ulepszenia zamka. 
Dla działa Mark II powstały nowe typy łoża, wszystkie jednoogonowe z obrotową opuszczaną platformą. Pierwszym modelem był Mark I Carriage, z platformą No.9 o dużej średnicy. Drugi model łoża Mk II był węższy, opracowany pod kątem użycia  w dżungli, i miał platformę No.22 o mniejszej średnicy. Trzeci model Mark III wywodził się z modelu I, lecz miał platformę No.22 i dodatkowy zawias w tylnej części ogona, pozwalający na zwiększenie kąta podniesienia działa (w takim położeniu ogon schodził do ziemi pod większym kątem, a jego tylna część leżała płasko na ziemi, platforma wówczas nie mogła być używana).  Po wejściu do służby większej liczby 17-funtowych armat przeciwpancernych opracowano Mark 5 Carriage, z którego prawnie nie można już było prowadzić ognia bezpośredniego, ale pozwalał on na większy kąt podniesienia działa i zwiększał kąt ostrzału z pozycji poziomej.
Do działa używano dwóch modeli przodka, będącego zarazem jaszczem: przedwojenny No.24 i najszerzej używany No.27. Oba mieściły po 32 naboje, lecz No.27 był większy, przenosił więcej akcesoriów, i można było na nim przewozić platformę do strzelania, jeśli nie używano jej z działem. Dwa przodki spięte razem pełniły rolę jaszcza dostarczającego amunicję.

### Short, Mark I

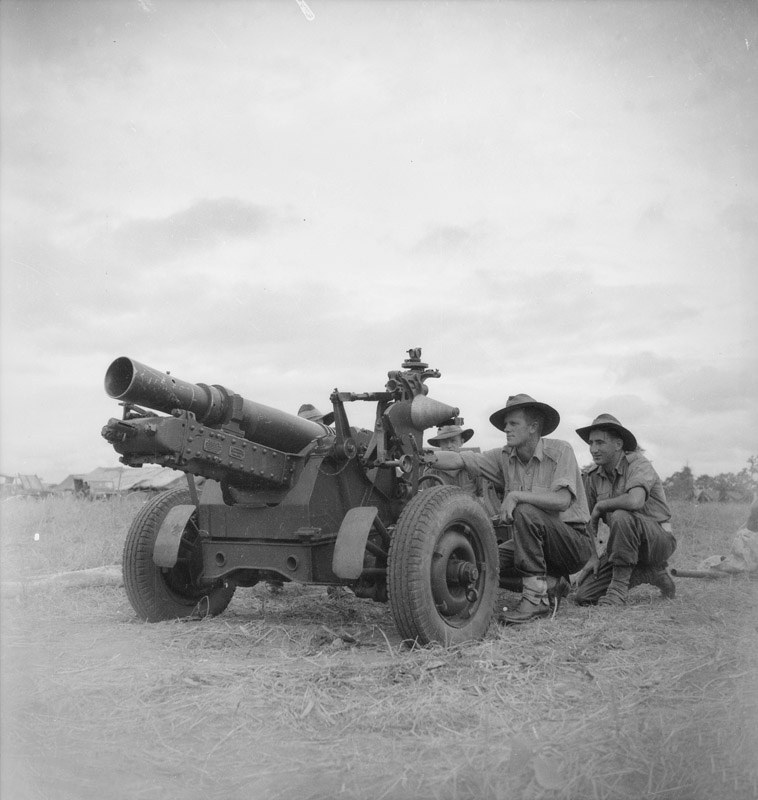
Wersja „short”

Ordnance QF 25-pounder Short (Aust) Mark I znana także jako Baby 25 pdr to australijska lżejsza wersja tego działa, zaprojektowana do działań w dżungli.  Model australijski miał krótszą lufę i zamontowany był na lżejszym podwoziu Carriage Light (Aust) Mark I lub Mark II. Baby 25 pdr używane było w południowo-wschodniej Azji i na wyspach Pacyfiku w czasie drugiej wojny światowej.  Armata mogła być holowana przez małe pojazdy (nawet samochody terenowe typu jeep), można ją było także rozłożyć na 13 stosunkowo małych i lekkich części.